# Menhirs de Pergat
Les menhirs de Pergat sont situés à Louargat dans le département français des Côtes-d'Armor.

## Description
Les deux menhirs ont été érigés à environ 14 m l'un de l'autre, au fond d'une vallée. Le plus grand mesure 7,40 m de hauteur pour 3,80 m de large et 2,20 m d'épaisseur. Le plus petit mesure 2 m de hauteur pour 1,40 m de large et 0,80 m d'épaisseur. Les deux menhirs sont en granite de Bégard. Le bloc couché au sol n'est pas un troisième menhir mais un affleurement naturel.